# Gos
Pour les articles homonymes, voir Gos (homonymie) et Goossens.
Gos, de son vrai nom Roland Goossens, né le 1er mars 1937 à Thy-le-Château, dans la province de Namur, est un auteur de bande dessinée belge, connu pour sa série Le Scrameustache.

## Biographie
Roland Goossens naît le 1er mars 1937 à Thy-le-Château.
Successivement opérateur de cinéma puis apprenti imprimeur, il s'engage ensuite dans la force navale belge en 1954. Sous-officier dans un service qui collabore — entre autres — avec l'OTAN, il répertorie les apparitions d'OVNI observées par les pilotes. Il crée Quand on est dans les cols bleus, sa première bande dessinée en 1961, pour la revue militaire Nos forces. Il quitte l'armée en 1965.
Parallèlement, et après s'être perfectionné durant son temps libre, il collabore, dès 1964, à l'écriture de Jacky et Célestin, une série dessinée par François Walthéry, au sein du studio Peyo. Il collabore ensuite à plusieurs albums des Schtroumpfs et de Benoît Brisefer, en tant que scénariste et dessinateur.
En 1966, il publie pour la première fois un court récit dans Spirou : Boubou le petit puma.
En 1967, il participe au scénario du dernier album de Spirou et Fantasio réalisé par André Franquin, Panade à Champignac. Lorsque Franquin décide d'abandonner la série Spirou et Fantasio, Gos fait partie des dessinateurs pressentis pour reprendre la série. Il en dessine quelques planches mais finalement ne la reprend pas.
En 1969, il écrit pour François Walthéry le scénario d'une aventure de Benoît Brisefer, Le Cirque Bodoni, ainsi que le scénario de la première aventure de Natacha : Natacha hôtesse de l'air. Les aventures de ce personnage sont scénarisées par Gos jusqu'au deuxième album de la série : Natacha et le Maharadjah (1972).
En 1969, il reprend le dessin de la série Gil Jourdan, de Maurice Tillieux, lequel continue d'en assurer le scénario jusqu'à sa mort, en 1978 ; Gos achèvera seul le scénario de la dernière aventure du détective, laissée inachevée par Maurice Tillieux.
C'est dans Spirou, le 23 novembre 1972, qu'il crée enfin sa propre série, avec le personnage de science-fiction Le Scrameustache. Devant l'ampleur du succès remporté par son extraterrestre et ses copains les Galaxiens, Yves Urbain l'assiste dans un premier temps sur cette série, puis Luc Warnant (tome 16 de la série Gil Jourdan). Son fils Walter Goossens, dit Walt, le rejoint comme co-auteur en 1982 (il a 16 ans) dès le douzième tome de la série, La Saga de Thorgull. Daniel Desorgher a collaboré à l'encrage des planches depuis le tome 36 Casse-tête olmèque, jusqu'au tome 41 Le Lauréat « K22 ».
La série Le Scrameustache a été éditée aux éditions Dupuis (les 34 premiers épisodes), puis aux éditions Glénat (les tomes 35 et suivants, puis les 34 premiers tomes rachetés à Dupuis).
Le 15 novembre 2008, Gos et Walt ont inauguré une fresque de 50 m2 au 1314 Chaussée de Wavre, à Auderghem (région bruxelloise) chez Déco Ligot (dans le parking, à gauche, supprimée en 2020). Cette fresque fait partie du parcours BD de Bruxelles dans le cadre de l'année 2009 de la bande dessinée.

### Vie privée
Il est le père de Walter et Benoît Goossens (coloriste).

## Séries

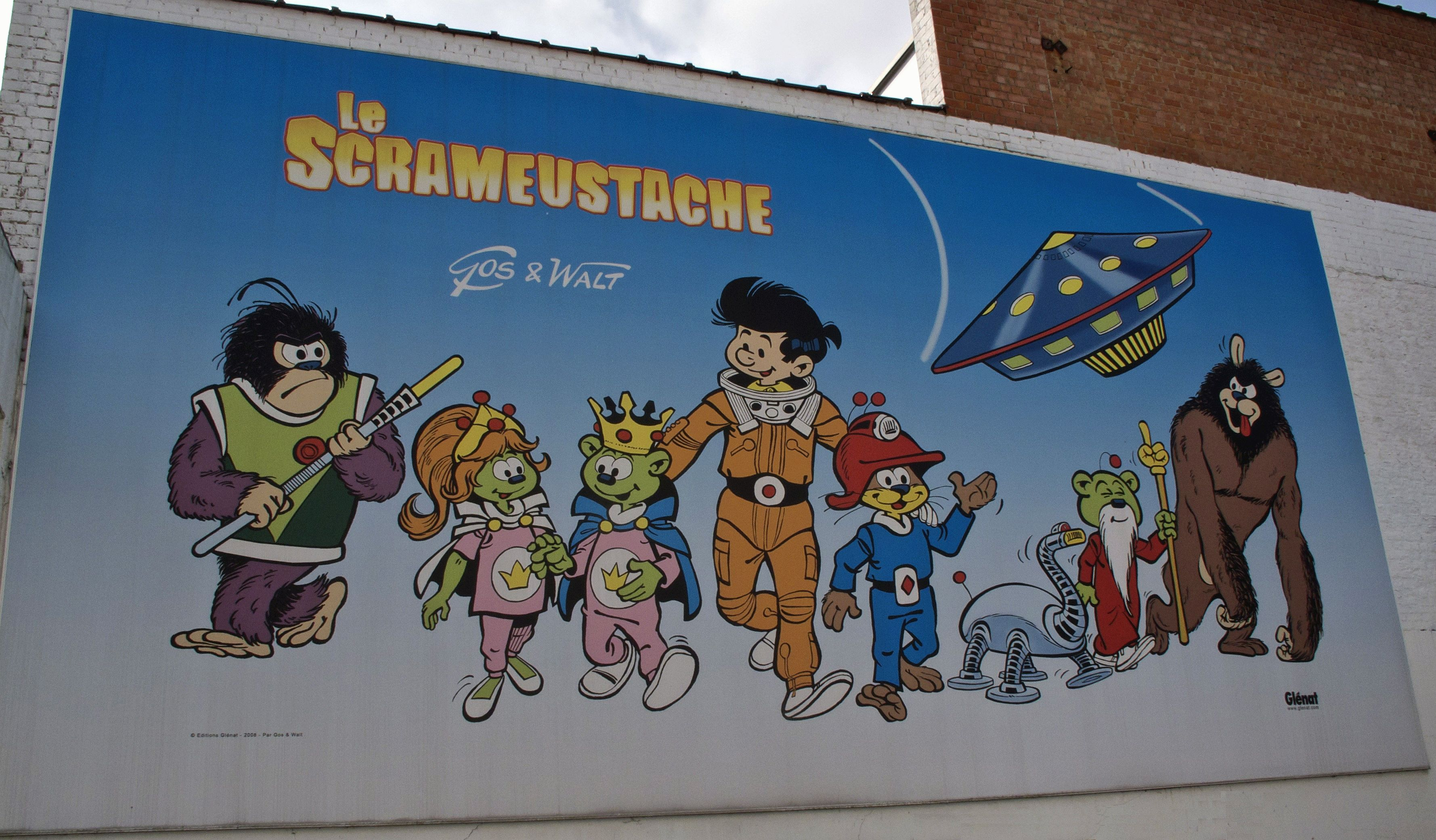

- Benoît Brisefer
- Gil Jourdan
- Jacky et Célestin
- Natacha
- Les Schtroumpfs

- Spirou et Fantasio

### Collectifs
- Catalogue imaginaire[17], Dupuis, Marcinelle, 1985
Scénario et couleurs : collectif - Dessin : collectif dont Gos,Hors commerce. Tirage limité à 1 000 exemplaires.
- 2. Parodies 2 - ... par leurs vrais auteurs ![18], M.C. Productions, Toulon, novembre 1988
Scénario : collectif - Dessin : collectif dont Gos - Couleurs : quadrichromie -  (ISBN 2-87764-011-6)Participation : Le Scrameustache (2 planches).

## Prix et distinctions
- 1997 :  prix Sloane[19] jeunesse décerné au festival de Cagnes-sur-Mer pour Le Scrameustache ;
- 2016 :  prix Thema, Festival de bande dessinée de Knokke-Heist (nl) à Knokke-Heist[20].

#### Livres
: document utilisé comme source pour la rédaction de cet article.
- Jean Van Hamme, Introduction à la bande dessinée belge, Bruxelles, Bibliothèque royale de Belgique, 1968, 80 p., ill. ; 26 cm (lire en ligne), p. 23[catalogue] publié à l'occasion de l'exposition La bande dessinée en Belgique, Bibliothèque Albert Ier, [Bruxelles], du 29 juin au 25 août 1968.
- Henri Filippini, Dictionnaire de la bande dessinée, Paris, Bordas, 1989, 731 p., ill. ; 27 cm (OCLC 1244909550, BNF 35065653, présentation en ligne), p. 225, 368, 473, 628. .
- Jacques Fiérain, « Gos », dans La BD à Bruxelles et en Brabant, Charleroi, Éd. l'Âge d'or, avril 2003, 144 p., ill. ; 31 cm (ISBN 9782960119664 et 2960119665, OCLC 470388171, présentation en ligne), p. 63.
- Patrick Gaumer, « Gos », dans Dictionnaire mondial de la BD, Paris, Larousse, 2010, 953 p., ill. ; 27 cm (ISBN 978-2-0358-4331-9 et 2-0358-4331-6, OCLC 920924930, présentation en ligne), p. 383. .
- François Ayrolles, « Gos quitte l'armée », dans Moments clés du journal de Spirou 1937-1985, Marcinelle, Dupuis, coll. « Patrimoine », 2 mars 2018, 312 p., ill. ; 20,8 cm (ISBN 9782800171142 et 2800171146, OCLC 1034784873, présentation en ligne), p. 211-212.

#### Périodiques
- M. Archive alias Thierry Martens, « Dossier Spirou : Qui est qui ? », Spirou (supplément), Dupuis, no 1652,‎ 11 décembre 1969, p. 2 (lire en ligne)
- Gos et Walt (interviewés par Christelle et Bertrand Pissavy-Yvernault), « Les invités : 30 ans de Scramustache », La Lettre - L'officiel de la bande dessinée, Dargaud, no 58,‎ mars - avril 2001, p. 31.
- David Turgeon, « Les Mauvaises Lectures », dans Comix Club no 11, janvier 2010, p. 72-73.
- Hugues Dayez, « Les Aventures d'un journal : Un certain Roland Labricole », Spirou, Dupuis, no 3953,‎ 15 janvier 2014, p. 21.